# Quatre Fiancés pour un mari
Pour plus de détails, voir Fiche technique et Distribution.
Quatre Fiancés pour un mari (titre original : Doctor, You've Got to Be Kidding!) est un film américain réalisé par Peter Tewksbury, sorti en 1967.

## Synopsis
Alors qu'elle est sut le point d'accoucher, Heather Halloran est courtisé par trois hommes qui se sont jurer de l'épouser. Des flash back nous ontres les cicrocnstances qui ont conduit à sa grossesse. Sa mère souhaite que Heather devienne une star de la chanson au lieu de travailler comme secrétaire pour le riche Harlan Wycliff. La jeune femme tombe amoureuse de son patron mais ce dernier désire contrôler sa vie.

## Fiche technique
- Titre français : Quatre Fiancés pour un mari
- Titre original : Doctor, You've Got to Be Kidding!
- Réalisation : Peter Tewksbury
- Scénario : Phil Shuken d'après le roman de Patte Wheat Mahan
- Photographie : Fred Koenekamp
- Montage : Fredric Steinkamp
- Musique : Kenyon Hopkins
- Société de production : Metro-Goldwyn-Mayer
- Pays d'origine : États-Unis
- Format : Couleurs - 2,35:1 - Mono
- Genre : comédie romantique
- Date de sortie : 1967

## Distribution
- Sandra Dee : Heather Halloran
- George Hamilton : Harlan Wycliff
- Celeste Holm : Louise Halloran
- Bill Bixby : Dick Bender
- Dwayne Hickman : Hank Judson
- Dick Kallman : Pat Murad
- Mort Sahl : Dan Ruskin
- Allen Jenkins : Joe Bonney
- Med Flory : Policier
- Nichelle Nichols : Jenny Ribbock
- Charlotte Stewart : Mlle Reynolds
- Nancy Hsueh : Joan Mavis
- Jon Lormer : Dr Capper